# زاهر ميداني
زاهر ميداني هو لاعب كرة قدم سوري عراقي، يلعب حاليا مع نادي الكهرباء في دوري نجوم العراق. لعب سابقاً لصالح نادي المجد السوري، وفي عام 2012 انتقل للعب في نادي الشرطة السوري.
كما لعب مع المنتخب الأولمبي السوري، وحصل على بطولة غرب آسيا، ثم انتقل للاحتراف في العراق مع نادي الزوراء العراقي، لسنتين وحصل على دور وصيف الدوري.
انتقل إلى نادي القوة الجوية العراقية، وحصل على لقب الدوري، ثم عاد إلى فريق الزوراء العراقي، وحصل على لقب الدوري، ثم انتقل مرة أخرى نادي القوة الجوية العراقية، وحصل على لقب الدوري للمرة الثانية على التوالي، وكذلك أحرز بطولة الاتحاد الآسيوي مع الفريق ذاته.

## حياته
زاهر ميداني متزوج من العراقيه سجى جابر مواليد 95. في عام 2024 حصل زاهر ميداني على الجنسية العراقية بعد سكنه في العراق لاكثر من عشرة سنوات وزواجه من عراقية.

## إنجازات
- نادي المجد، بطولة دمشق الدولية 2009، (الفائز)
- نادي الشرطة، (الدوري السوري الممتاز 2011–12)
- نادي الزوراء، (الدوري العراقي الممتاز 2015–16)
- نادي القوة الجوية، (كأس الاتحاد الآسيوي)
- كأس الاتحاد الآسيوي 2016 (الفائز)
- كأس الاتحاد الآسيوي 2017 (الفائز)
- كأس الاتحاد الآسيوي 2018 (الفائز)
- الدوري العراقي الممتاز 2016–17 (الفائز)